# Fuente Vaqueros
Fuente Vaqueros é um município da Espanha na província de Granada, comunidade autónoma da Andaluzia, de área 16 km² com população de 4211 habitantes (2007) e densidade populacional de 248,15 hab/km².

## Demografia
| Variação demográfica do município entre 1991 e 2004 | Variação demográfica do município entre 1991 e 2004 | Variação demográfica do município entre 1991 e 2004 | Variação demográfica do município entre 1991 e 2004 |
| --------------------------------------------------- | --------------------------------------------------- | --------------------------------------------------- | --------------------------------------------------- |
| 1991                                                | 1996                                                | 2001                                                | 2004                                                |
| 3826                                                | 3974                                                | 4020                                                | 3953                                                |

## Personalidades
- Federico García Lorca (1898-1936), poeta